# Industrial Workers of the World
Industrial Workers of the World, forkortet IWW, er en international, syndikalistisk arbejderorganistation med hovedkvarter i Cincinatti, Ohio, USA, som blev stiftet den 27. juni 1905 i Chicago, USA. Da IWW var størst i 1923, havde organisationen godt 100.000 medlemmer, de såkaldte Wobblies, og kunne regne med støtte fra yderligere 300.000 sympatisører. Medlemstallet faldt drastisk efter en indre splittelse i 1924, og i dag har IWW godt 8.000 medlemmer.

## Historie
IWW blev stiftet på et konvent med deltagelse af 200 socialister, anarkister og yderliggående fagforeningsaktivister fra hele USA. Stifterne tilhørte hovedsageligt Western Federation of Miners, der var i opposition til det andet store forbund i USA, American Federation of Labor. Stifterne af IWW mente, at American Federation of Labor havde forfejlet sit formål, idet kun ca. 5% af de amerikanske arbejdere var organiserede i 1905.
Ideen til stiftelsen af IWW kom fra en lille gruppe mænd med tilknytning til andre fagforbund i USA. For ikke at få problemer i egne rækker mødtes de hemmeligt i november 1904. De seks mænd var Clarence Smith, sekretær i American Labor Union og Thomas Haggerty, der var redaktør for forbundets avis, George Estes og W. L. Hall, hhv. formand og sekretær i United Brotherhood of Railway Employees, samt Isaac Cowan fra American representative of the Amalgamated Society of Engineers og William E. Trautman, redaktør for udgivelser fra United Brewery Workmen organization.
På mødet diskuterede de fordele og ulemper ved at stifte et nyt forbund og dermed også skabe splittelse i de allerede eksisterende. I januar 1905 blev endnu et møde holdt. Denne gang med deltagelse af 25 ledere fra forskellige forbund i USA. De kunne så forberede den stiftende generalforsamling, der fandt sted den 27. juni samme år.
IWW stillede ikke krav om tilhørsforhold til et specifikt erhvervsområde, ligesom man ikke modsatte sig medlemskab af andre fagforeninger. Modsat American Federation of Labor skulle IWW også være åben for farvede kvinder, ufaglærte arbejdere og immigranter. IWW talte for, at alle lønmodtagere burde organisere sig i en fælles organisation og fremstå som en samlet samfundsklasse i kampen mod arbejdsgiverne. Organisationens første motto var: "an injury to one is an injury to all". Det er senere blevet ændret til: "an injury to one is the concern of all".
IWW skriver i sin formålsparagraf:

The working class and the employing class have nothing in common. There can be no peace so long as hunger and want are found among millions of the working people and the few, who make up the employing class, have all the good things of life. Between these two classes a struggle must go on until the workers of the world organize as a class, take possession of the means of production, abolish the wage system, and live in harmony with the Earth. ... Instead of the conservative motto, 'A fair day's wage for a fair day's work', we must inscribe on our banner the revolutionary watchword, 'Abolition of the wage system.' It is the historic mission of the working class to do away with capitalism. 

Fra 1905 til 1911 skabte IWW sin profil gennem strejker og arbejdskampe rundt om i USA. Målet var at få lokalafdelinger i så mange stater og så mange amerikanske byer som overhovedet muligt. IWWs markante politik skabte hurtigt afstandtagen fra andre forbund, der nok ønskede reformer for arbejderne, men ikke revolution i Amerika. Især var tanken om, at arbejderne skulle eje produktionsapparaterne, en tand for socialistisk for de andre forbund. Men på trods af modstanden voksede IWW, og blev i løbet af kort tid et indflydelsesrigt og stærkt forbund og fik især medlemmer fra landbruget, blandt skovhuggere, sømænd samt havne- og minearbejdere. Også globalt voksede IWW med afdelinger i flere lande.
Første verdenskrig gav den amerikanske regering anledning til at fængsle og retsforfølge medlemmerne af IWW. Strejker og agitation blev ligestillet med forræderi, og regeringens politik virkede. IWW måtte afsætte både tid og midler til forsvar af sine medlemmer, hvilket gik ud over den faglige kamp. Dannelsen af American Communist-bevægelsen bidrog til svækkelsen af IWW sammen med en effektiv infiltration i IWW af både regerings- og virksomhedsagenter.
I 1918 blev 101 medlemmer af IWW dømt for hhv. spionage og landsforræderisk virksomhed. En af dem var William D. Haywood, leder for IWW. Mens Haywood under en appelsag var løsladt, flygtede han til Sovjetunionen, hvor han boede til sin død i 1928. I 1924 opstod der indre splittelser i IWW, og siden har organisationen mistet sin styrke. Skønt man stadig har afdelinger rundt om i verden, har IWW ikke mere nogen afgørende politisk eller faglig betydning.

## Kendte medlemmer af IWW
- James P. Cannon
- Kevin A. Carson
- Noam Chomsky
- James Connolly
- David Rovics
- Eugene Debs
- Elizabeth Gurley Flynn
- Larry Gambone
- William D. Haywood
- Joe Hill
- Mary Harris Jones
- Helen Keller
- Daniel De Leon
- Tom Morello